# Eva Bonniers donationsnämnd
Eva Bonniers donationsnämnd är en svensk stiftelse skapad 1911 av konstnären Eva Bonnier som testamenterade 385 000 kronor till Stockholms stad för "konstnärliga ändamål".
Nämnden stöder konst i offentlig miljö. Eva Bonnier donerade under sin livstid stora summor till en fond för konstnärlig gestaltning som kom att skänka konstverk till ett stort antal offentliga byggnader och platser i Stockholm. Nämnden verkar idag för att på olika sätt initiera och föra en öppen diskussion om konstens roll/plats i det offentliga rummet. Den syftar även till att utföra olika konkreta projekt och experiment som väcker uppmärksamhet och lust att utveckla samtal och diskussioner om det offentliga rummets användning i förhållande till konstnärlig verksamhet.

## Verk i urval

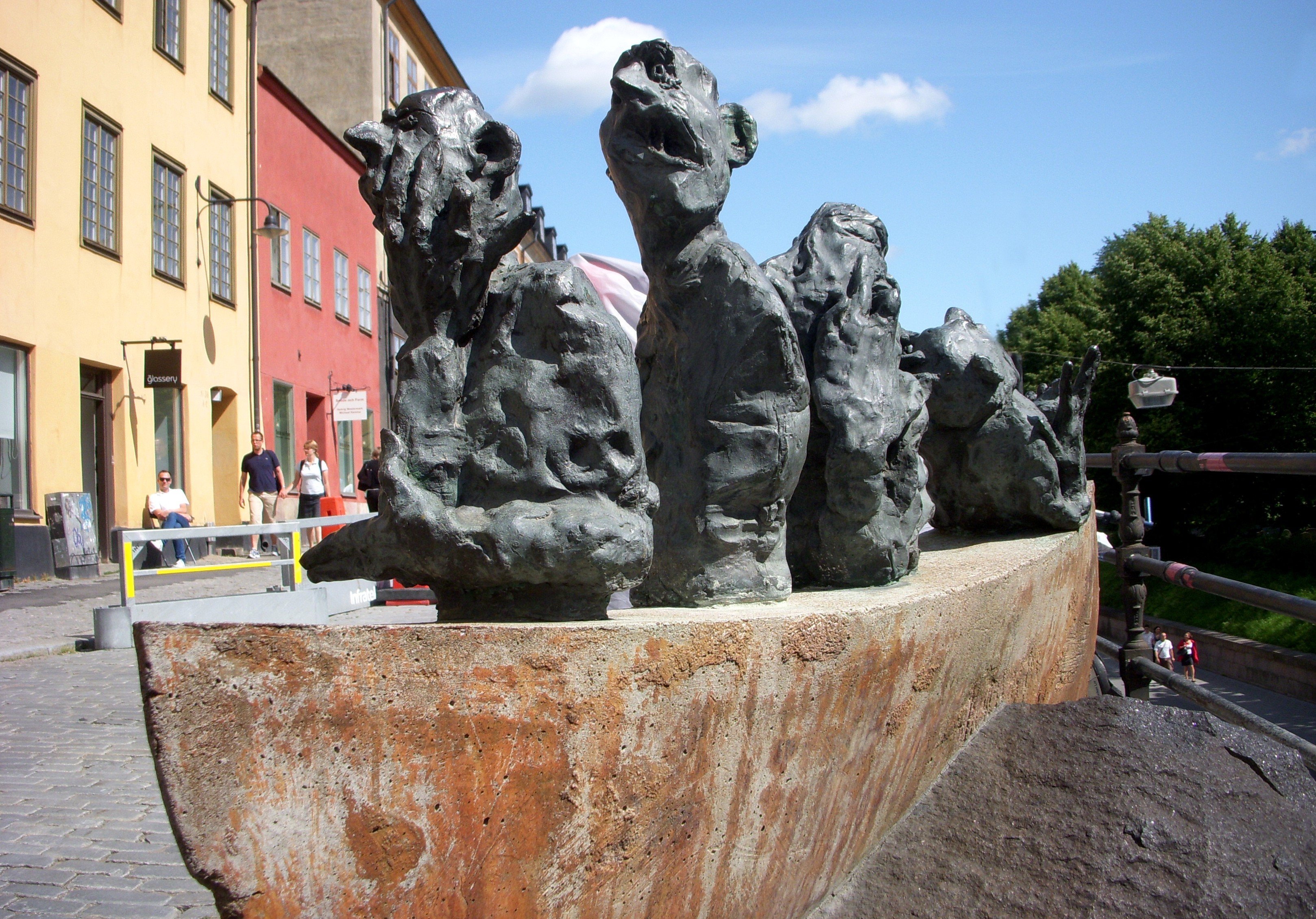
Dårarnas båt

Bland de verk som helt eller delvis bekostats av nämnden märks (alla i Stockholm):
- Linnea (Carl Eldh, 1891, Stockholms högskola)
- Eldhs fontän (Carl Eldh, 1921, Östermalm)
- Skulpturgrupp (Ivar Johnsson, 1925, Uppståndelsekapellet)
- Seglats (Tage Hedqvist, 1944, Äppelviksskolan)
- Smalspårig växel (Inga Bagge, 1989, Smedsudden)
- Dårarnas båt (Sture Collin, 1990, Södermalm)

## Ledamöter i urval
Bland nämndens ledamöter märks:
Historiska ledamöter
- Prins Eugen (nämndens första ordförande)
- Klas Fåhraeus
- Simon Sörman
- Johanna Irander, arkitekt
- Beate Sydhoff, konstvetare
- Fredric Bedoire professor emeritus i arkitektur, (Konstakademien)

Nuvarande ledamöter (2021)
- Ann Magnusson, ordförande, konstnär, konstkonsult och projektledare[3]
- Madelene Gunnarsson, sekreterare, kurator och producent[3]
- Bea Hansson, konstnär, (KRO)[3]
- Thorbjörn Andersson, landskapsarkitekt och professor[3]
- Eva Arnqvist, konstnär[3]
- Ebba Bohlin, konstnär[3]
- Leif Bolter konstnär[3]
- Per Hasselberg, konstnär, verksamhetsledare vid Konstfrämjandet[3]
- Barbro Hedström, konstnär[3]
- Tor Lindstrand, arkitekt[3]
- Susie de Ciutiis, politisk representant[3]